# Wojciech Sadley
Wojciech Sadley (Lublin, 3 de abril de 1932) es un artista polaco, profesor de la Academia de Bellas Artes de Varsovia.

## Biografía
Estudió en la Escuela Superior de Música de Lublin. Posteriormente cursó sus estudios en la Academia de Bellas Artes de Varsovia, en las facultades de diseño de interiores, de la cual se diplomó en 1954, y de pintura, donde se diplomó en 1959. A lo largo de su carrera ha desarrollado diferentes disciplinas, como la pintura, el dibujo, el collage, el arte textil y la composición espacial. Sus trabajos han formado parte de aproximadamente 200 exposiciones individuales y 500 colectivas.
En 1962 participó en la primera Bienal Internacional de Tapicería de Lausana (Biennale Internationale de la Tapisserie), que contribuyó a la popularización internacional de los tejidos artísticos polacos y de sus creadores. Junto a artistas como Magdalena Abakanowicz, formó parte de una generación que creó obras textiles abstractas, con materiales poco convencionales, incluidos la crin de caballo, el sisal, el yute y la rafia.
Durante la década de 1960 trabajó en el Instituto de Diseño Industrial de Polonia. A partir de 1968 empezó a impartir clases en la Academia de Bellas Artes de Varsovia. También ha trabajado como profesor en la Universidad Nicolás Copérnico de Toruń y en la Escuela Superior de Artes Aplicadas de Poznań.
Elżbieta Dryll-Glińska hizo un documental sobre el artista y su obra, titulado Wojciech Sadley y estrenado en 1994.